# 芒热乡
芒热乡（藏語：མང་ར་），是中华人民共和国西藏自治区日喀则市南木林县下辖的一个乡镇级行政单位。

## 行政区划
芒热乡下辖以下地区：
江欧村、亚木热村、格桑村、朗空村、宗当村、杂热村、石木村和堪珠村。